# Престон, Синтия
Синтия Престон (англ. Cynthia Preston, род. 18 мая 1968) — канадская актриса, которая сыграла более семидесяти ролей на телевидении и в кино.

## Биография
Родилась 18 мая 1968 года в Торонто, Онтарио и начала свою карьеру в конце восьмидесятых с ролей в различных телефильмах. Престон наиболее известна по своей роли Фэйт Роско в американской дневной мыльной опере «Главный госпиталь», в которой она снималась с 2002 по 2005 год. Она также известна благодаря своей главной женской роли в канадском сериале «Вспомнить всё 2070», а кроме этого на телевидении появилась в сериалах «Пятница, 13-е», «За гранью возможного», «Секретные материалы», «Охотники за древностями», «Андромеда», «Клава, давай!», «Два с половиной человека», «Кости», «Хейвен», «Горячая точка» и многих других. На большом экране она появилась в нескольких низкобюджетных фильмах, а в последние годы Престон снялась в ряде телефильмов для женского кабельного канала Lifetime, таких как «Смерть в 17», «Тайна сестры», «Жена online» и «Месть няни».